# اسا پکونن
اسا پکونن (فنلاندی: Esa Pekonen؛ زادهٔ ۴ نوامبر ۱۹۶۱) بازیکن سابق و مربی فوتبال اهل فنلاند است.
از باشگاه‌هایی که در آن بازی کرده‌است می‌توان به باشگاه فوتبال کوسیسی، باشگاه فوتبال میپا و باشگاه فوتبال ای‌آی‌کی اشاره کرد.
وی همچنین در تیم ملی فوتبال فنلاند بازی کرده‌است.